# マイケル・ベル
マイケル・ベル（Michael Bell、1938年7月30日 - ） は、アメリカ合衆国の男性声優、俳優。映画俳優組合理事。別名はマイク・ベル（Mike Bell）。妻は女優、声優のビクトリア・キャロル。長女は女優のアシュリー・ベル。

## 人物
ニューヨーク・ブルックリン区出身。ハイスクール・オブ・パフォーミング・アーツ卒業後、カリフォルニア州に移住。インディペンデント映画への出演を経て1962年に公開された『第八高地突撃隊』に出演後、映画俳優組合に加盟。

## 出演作品

### テレビアニメ
- ウィッチ -W.I.T.C.H.-（ドレイク、クリムゾン）
- 機甲艦隊ダイラガーXV（ミランダ・キーツ、出雲タツオ、マック・チャッカー、伊豆タスク、コルセール帝、ルチアーノ司令、ラフィット隊長）
- キャプテン・プラネット
- Godzilla（ドクター・ベン）
- コブラ（コブラ）
- ザ・バットマン（ボス2、レポーター、警備員）
- サムライジャック（バイカー）
- ジャスティス・リーグ（警部）
- スーパーフレンズ（ザン、グリーク、リドラー）
- スノークス（オールスター）
- スパイダーマン（オウル） 
  - スパイダーマン&アメイジング・フレンズ（オットー・オクタヴィアス/ドクター・オクトパス）
- スパイラルゾーン（ヒロ・タカ）
- スマーフ（ハンディ、グラウチー）
- 星銃士ビスマルク
- タイニー・トゥーンズ（バットマン）
- ダックにおまかせ ダークウィング・ダック（クアッカージャック）
- 地上最強のエキスパートチーム G.I.ジョー（グラント、メジャーブラッド、ザモット）
- 超人ハルク（ブルース・バナー、ドクター・オクトパス、ロイヤル教授、スパイク）※1982年版
- 超人ハルク（ミッチ・マカッチオン）※1996年版
- トランスフォーマーシリーズ
  - 戦え!超ロボット生命体トランスフォーマー（プロール、スワープ、ランボル、スクラッパー、ボンブシェル、ハマダ博士）
  - 戦え!超ロボット生命体トランスフォーマー2010（スワープ、ファーストエイド）
  - トランスフォーマー ザ・リバース（ブレインストーム、ゴート）
- ハウス・オブ・マウス（ポンゴ）
- 爆走バギー大レース（ハンサム）
- バットマン（船長）
- プラスチックマン（プラスチックマン / イール・オブライアン、他）
- 百獣王ゴライオン（黒鋼勇、銀貴、銀亮）
- ビリー&マンディ（ウサギ1、男1）
- ボルトロン・3D（ランス、スベン、コラーン）
- ラグラッツ（アンドリュー"ドリュー"ピクルス、チャズ）

### 劇場アニメ
- 紅の豚
- トムとジェリーの大冒険（ファーディナンド、アップルチークの子分）
- トランスフォーマー ザ・ムービー（スワープ、スクラッパー、ボンブシェル、ジャンキオン）
- NEMO/ニモ（ウンピ）
- ラグラッツ・ムービー（アンドリュー"ドリュー"ピクルス、チャズ、ボリス）
- ラグラッツのパリ探検隊（アンドリュー"ドリュー"ピクルス、チャズ）
- ラグラッツのGOGOアドベンチャー（アンドリュー"ドリュー"ピクルス、チャズ）

### OVA
- アルビンとチップマンクス（フランケンシュタイン博士）
- G.I.ジョー ザ・ムービー（グラント、メジャーブラッド、ザモット）

### ゲーム
- アークザラッド 精霊の黄昏（ヂーク・ベック）
- エイジ オブ エンパイアIII（ジョン・ブラック）
- エターナルダークネス 〜招かれた13人〜（ピーター・ジェイコブズ）
- シャーク・テイル（魚）
- ゼノサーガ エピソードII［善悪の彼岸］（総主教）
- ダーククロニクル（オズモンド）
- メタルギアソリッド2（リチャード・エイムズ）
- メタルギアソリッド3（ザ・フィアー）
- ラチェット&クランクシリーズ
  - ラチェット&クランク2 〜ガガガ!銀河のコマンドーっす〜（ミュータント・クラブ、インタビューアナウンサー、セキュリティシステム）
  - ラチェット&クランク3 突撃!ガラクチック★レンジャーズ（ローレンス、コミックナレーター、トルーパー1、トルーパー2）
- ロストオデッセイ（セド・バルモア）

### テレビドラマ
- シックス・フィート・アンダー（男）
- 新スタートレック（グラップラー・ゾーン）
- スタートレック:ディープ・スペース・ナイン（ボラム、ドルフォ・アーワ）
- 探偵レミントン・スティール（ビル）

### 映画
- 殺しの分け前/ポイント・ブランク
- きみがぼくを見つけた日（声の出演）
- ゲーマーズ（ナレーター）
- 第八高地突撃隊（シェルドン）
- 長くつ下ピッピの冒険物語（動物の声）
- ひと妻窃盗団（トム）
- ピンク・パンサー4（ルソーの声）

### イベント出演
- ボットコン

### 吹き替え
2020年
- FOLLOWERS

2021年
- ダヴィドとクリスマスエルフ

2022年
- トロール（ラース・ガンダーセン）
- Visitors

### その他
- スパークス（ドクター・マタンザ）
- ビーストフォーマー玩具CM（キラーフィッシュ）

## 音声演出作品
- キッド・ビデオ（キャスティングも担当）
- スパークス
- ピーターパン&カリビアン
- 僕は、パリに恋をする（英語版演出）